# غليان الرمل

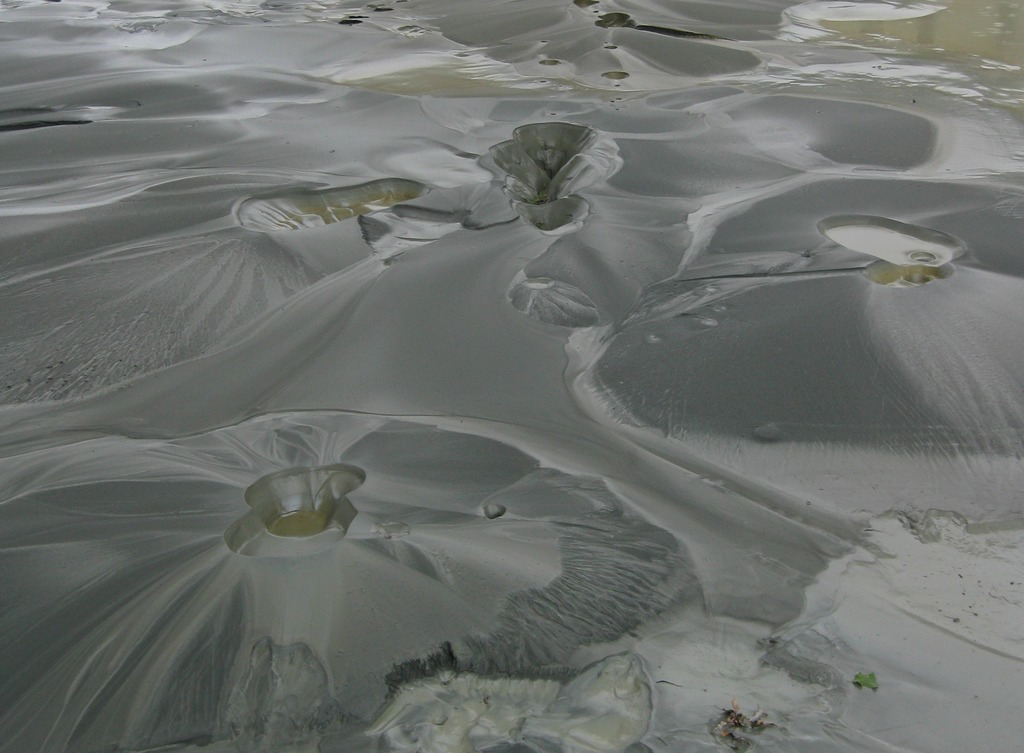
غليان الرمال الذي اندلع خلال زلزال كانتربري عام 2011.

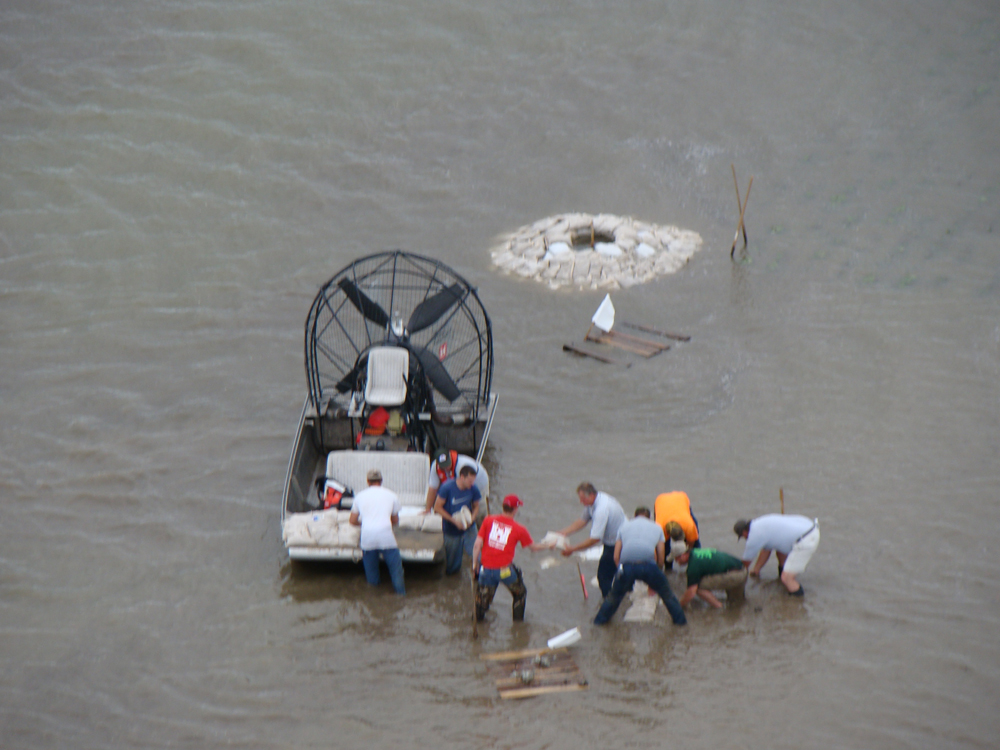
محاولات سد غليان الرمل بأكياس الرمل أثناء فيضانات نهر ميسوري عام 2011. العديد من المحاولات لم تنجح.

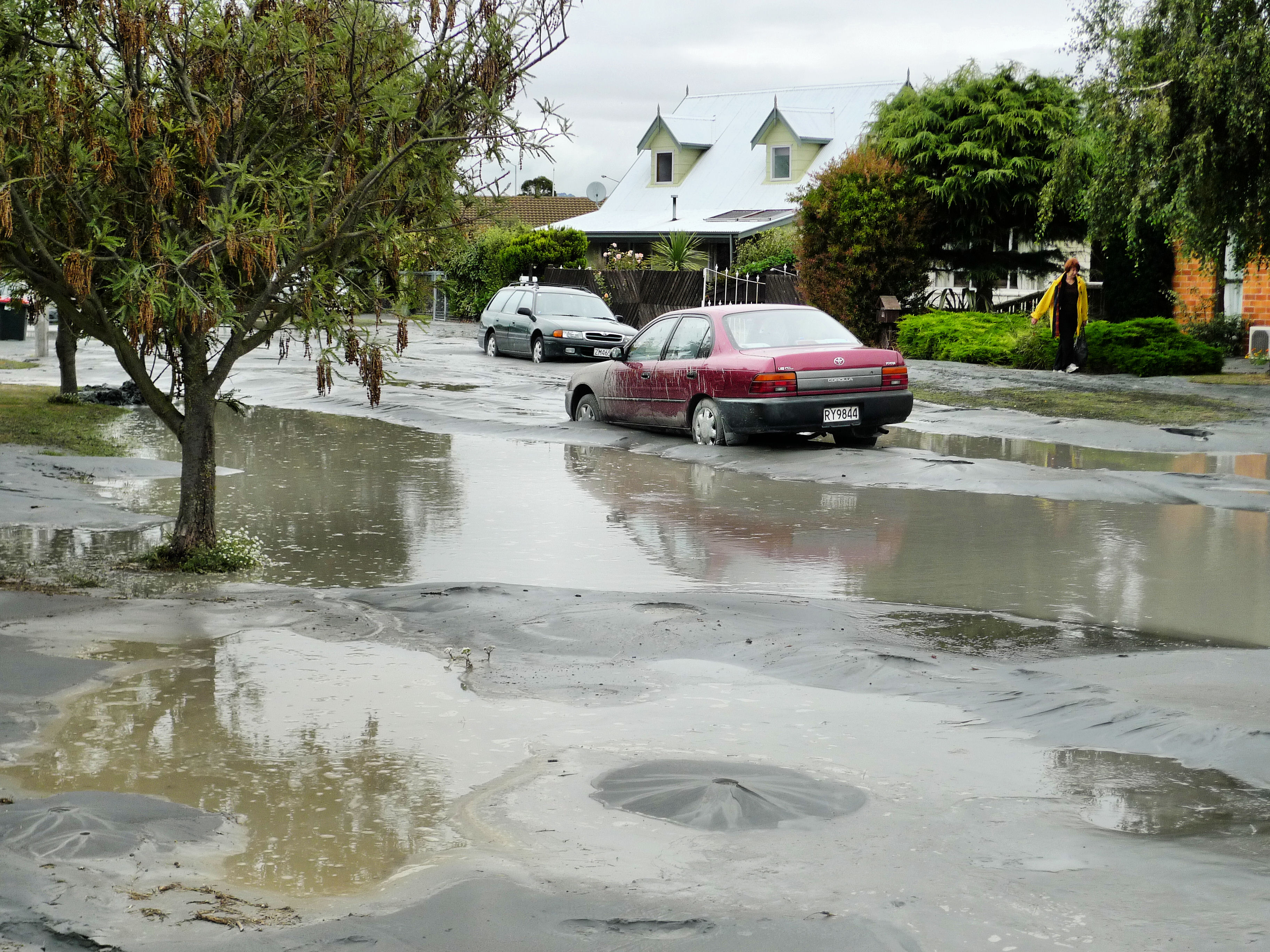
غليان الرمال وشارع مغطى بالطمي بعد زلزال كانتربري عام 2011.

تحدث ظاهرة غليان الرمال أو البراكين الرملية أو ضربات الرمال عندما تتدفق المياه تحت الضغط عبر طبقة من الرمال. يبدو الماء وكأنه يغلي من طبقة من الرمل، ومن هنا جاء الاسم.

## بركان رملي

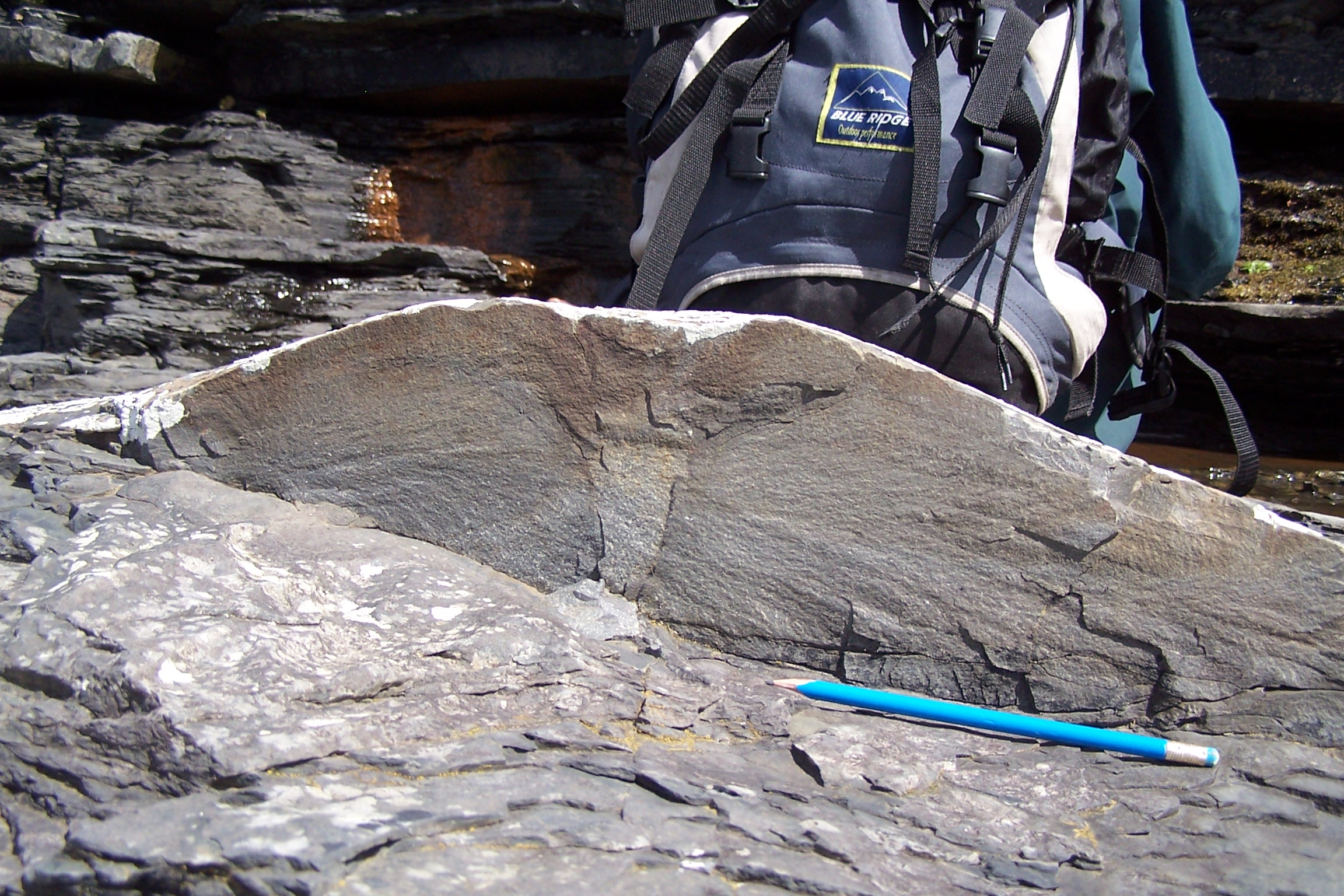
مقطع عرضي لبركان رملي في مقاطعة كلير، أيرلندا

البركان الرملي أو ضربة الرمل هو مخروط من الرمل يتكون جرّاء قذف الرمل إلى السطح من نقطة مركزية. يتراكم الرمل على شكل مخروط ذي منحدرات عند زاوية سكون الرمال. عادة ما تبدو الحفرة في القمة. يشبه المخروط مخروطًا بركانيًا صغيرًا  ويمكن أن يتراوح حجمه من ملليمتر إلى أمتار.
غالبًا ما ترتبط هذه العملية بتسييل التربة وقذف الرمال المميعة التي يمكن أن تحدث في الرواسب المشبعة بالماء أثناء الزلزال. أظهرت منطقة الزلازل الجديدة في مدريد العديد من هذه الميزات خلال زلازل نيو مدريد 1811-1812. كما إن ضربات الرمال المتجاورة المصطفة في صف على طول الكسر الخطي داخل الرواسب السطحية ذات الحبيبات الدقيقة شائعة أيضًا، ولا يزال من الممكن رؤيتها في منطقة نيو مدريد.
في السنوات القليلة الماضية، بُذل الكثير من الجهد في رسم خرائط لخصائص التميع لدراسة الزلازل القديمة.  الفكرة الأساسية هي رسم خريطة للمناطق المعرضة لهذه العملية ومن ثم إلقاء نظرة فاحصة. يعد وجود أو عدم وجود خصائص تميع التربة دليلًا قويًا على نشاط زلزالي سابق، أو عدم وجوده.
البراكين الرملية نقيضالبراكين الطينية، التي تحدث في مناطق الفوارات الحارّة أو تنفيس الغاز تحت السطح.

## هياكل الحماية من الفيضانات
يمكن أن يكون غليان الرمال آلية تساهم في التسييل وفشل السدود أثناء الفيضانات. يحدث هذا التأثير بسبب اختلاف الضغط على جانبي السد أو الحاجز المائي أثناء الفيضان غالباً. يمكن أن تؤدي هذه العملية إلى تآكل داخلي، حيث تؤدي إزالة جزيئات التربة إلى مرور أنبوب عبر السد. سوف يتسارع إنشاء الأنبوب بسرعة وسيؤدي في النهاية إلى فشل السد.
من الصعب إيقاف غليان الرمل. الطريقة الأكثر فعالية هي تكوين جسم من الماء فوق درجة الغليان لخلق ضغط كافٍ لإبطاء تدفق الماء. لن يتمكن التدفق الأبطأ من تحريك جزيئات التربة. غالبًا ما يتشكل جسم مائي في أكياس الرمل التي تشكل حلقة حول منطقة غليان الرمل.
أثناء فيضان ربيع عام 2011، اضطر فريق المهندسين بالجيش الأمريكي إلى العمل على احتواء أكبر غليان رملي اكتُشف على الإطلاق. بلغت أبعاد غليان الرمال 9 × 12 مترًا (30 × 40 قدمًا) وتقع في مدينة القاهرة، إلينوي، عند التقاء نهر المسيسيبي ونهر أوهايو. 

## الزلازل
مثال على ذلك زلزال سان فرانسيسكو عام 1989، عندما أدى غليان الرمال إلى رفع الحطام من زلزال عام 1906. تنتج هذه العملية عنالتسييل. من خلال رسم خريطة لموقع البراكين الرملية التي اندلعت في منطقة مارينا خلال زلزال لوما بريتا عام 1989، اكتشف العلماء موقع البحيرة التي كانت موجودة في عام 1906. تطورت البحيرة بعد إنشاء السور البحري في منطقة المعرض، وقد ملئت لاحقًا عام 1915 استعدادًا لمعرض بنما والمحيط الهادئ الدولي.

## أنظر أيضاً
- التآكل الداخلي
- تسرب